# Церковь Святого Акопа (Шуруд)
Церковь Святого Акопа (арм. Սուրբ Հակոբ-Հայրապետ եկեղեցի (Շոռոթ); Сурб Акоп Айрапет) — ныне утраченная армянская церковь, основанная в XII веке и реконструированная в XVII веке, располагавшаяся в селе Шорот Джульфинского района Нахичеванской Автономной Республики Азербайджана. Была полностью разрушена к 15 июню 2006 года, что запечатлено на спутниковом снимке QuickBird-2.

## История
Церковь была посвящена Иакову Низибийскому (на арм. языке Акоп Мцбнаци или Акоп Айрапет).
Она располагалась в центре села Шорот. Была одной из самых впечатляющих церквей в Нахиджеване, представляющая собой массивное строение, по плану напоминающую базилику церкви Абракуниса.

## Устройство церкви
Одной из самых ярких архитектурных особенностей церкви был её крестообразный план и высокий остроконечный купол, который виднелся даже издалека. Рядом с арками входов в церковь хранилось множество хачкаров XVII века. Здание имело прямоугольную планировку, которая включала просторный зал. На внутреннем западном фасаде и внешней части купола имелись армянские надписи. Изнутри купол был украшен фресками, выполненными армянским поэтом и художником Нагашем Овнатаном в 1680-х годах.